# Тригоні Михайло Миколайович
Михайло Миколайович Трігоні (жовтень 1850, Севастополь, Крим, Російська імперія — 5 липня 1917 Балаклава, Крим Російська республіка) — російський революціонер, народник, член Виконавчого комітету партії «Народна воля», юрист, етнограф.

## Біографія

### Родина
Народився у Севастополі у жовтні 1850 року в заможній дворянській родині, син Миколи Івановича Трігоні (16.10.1796—29.03.1860 ), грека за походженням, учасника Вітчизняної війни 1812 року, генерал-майора та дочки адмірала Російського флоту М.Н.Станюковича (був командиром Севастопольського порту та генерал-губернатором міста) Ольги Михайлівни Станюкович (1826—1902) .
Батько був людиною консервативною, він помер рано, коли синові було лише 9 років; мати ж навпаки була світською жінкою, але в питаннях релігії та політики вирізнялася вільнодумством: у пам'яті Михайла збереглися спогади про її ставлення до варварств російського уряду під час повстання в Польщі, в її альбомі на першому місці стояли дорогі для всіх передових людей Росії портрети Герцена і Гарібальді, і Трігоні змалку навчився любити їх .
Також в сім'ї було два брати: Олександр Миколайович та Микола Миколайович; і сестра Марія (у шлюбі Оболенська).
Дядько, брат матері, Костянтин Михайлович Станюкович — письменник, відомий творами на теми із життя військово-морського флоту.

### Діяльність
Михайло навчався в Сімферопольській гімназії, але через конфлікт з викладачем був змушений перейти до Керченської чоловічої гімназії, в якій провчився останній рік перед випуском. У Керчі познайомився і потоваришував з Андрієм Желябовим, який залучив Трігоні до революційної діяльності.
Закінчивши гімназію, вступив на юридичний факультет Новоросійського університету. Після закінчення університету 1875 року займався революційною діяльністю в Одесі.
У 1879 році поїхав до Петербурга, де за участі Желябова та М.М. Колодкевича приєднався до партії «Народна Воля», обраний членом її Виконавчого комітету. Поміж членами партії мав псевдо "Намісник" (тому що був тезкою великого князя, царського намісника Михайла Миколайовича) або "Мілорд". Революціонерка, народоволка Віра Фігнер згадувала:
|  | Особа Трігоні зробила при арешті деяку сенсацію серед жандармів, які виявляли, що за освітою, походженням і станом він вищий за те середовище, з якого, за висловом жандармської влади, зазвичай вербуються члени революційних партій. У певному відношенні вони мали рацію: Трігоні мав зовнішність пана, був більш розпещений, ніж інші, і за манерами в ньому вгадувався адвокат, хоча його юридична кар'єра щойно почалася і жодної клієнтури ні в Петербурзі, ні в Одесі він ще не мав. Батьки його були поміщиками у Криму; мати, за розповідями, була світською жінкою, що, певно, теж залишилося не без впливу. Зовнішність Трігоні, дуже вірно передана фотографією ...була "неруська", і він казав, що в його жилах є грецька кров. |

Восени 1880 року за рішенням керівництва «Народної волі» переїхав до Одеси. Влаштувався присяжним повіреним при Одеському окружному суді та займався професійною діяльністю. В Одесі Трігоні організував місцеву групу членів «Народної волі» з-поміж знайомих представників інтелігенції та передових робітників. Проводилася антиурядова пропаганда і серед сезонних робітників: каменярів, мулярів, теслярів, будувалися зв'язки і з учителями сільських шкіл Херсонської губернії.  До групи Трігоні входив колишній офіцер генерального штабу, письменник І.І.Сведенцов; іншим дуже цінним працівником виявився залучений Трігоні студент Дрей, син одеського лікаря, котрий користувався великою популярністю серед місцевої бідноти за свою безкорисливість і чуйність. На той час в Одесі на фабриках та заводах ще існували робітники, виховані працями Заславського, видатного революційного діяча, засудженого 1877 року. Частину зв'язків із членами гуртків йому передав М.Колодкевич, який раніше працював в Одесі. Він передав зв'язки й із членами військових гуртків, зокрема з М. Ю. Ашенбреннером.
На початку січня 1881 року був викликаний до Петербурга для обговорення питань, порушених Виконавчим Комітетом: головним було питання про інсуррекції, тобто збройної боротьби з самодержавством. 27 лютого 1881 року в мебльованих кімнатах квартири №12 на Невському проспекті в будинку №66, де зупинився Трігоні, він був заарештований разом із Желябовим, що прийшов до нього. Арешт став можливим після відвертих свідчень засудженого І.Ф. Окладського, який знав Трігоні і надалі під час слідства впізнав його.
Желябова та Перовську судили на "процесі першого березня". Трігоні ж притягнутий до суду над 20 народовольцями («процес 20»). Суд проходив в Особливій Присутності Урядового Сенату 9-15 лютого 1882 року. Звинувачувався в участі у революційній організації, а також особистої участі у підготовці до терористичного акту проти імператора Олександра II — підкопі під Малою Садовою вулицею в Петербурзі та антиурядовій пропаганді серед робітників Одеси (на підставі свідчень В. А.Меркулова: він свідчив, що "Трігоні регулярно відвідував крамницю Кобозєва («Склад русских сыров Е.Кобозева») для робіт у підкопі, і що він, Меркулов, бачив, як Михайло вилазив звідти; також вів революційну діяльність серед робітників в Одесі").
Присяжному повіреному В. Д. Спасовичу, який захищав на процесі М.М.Трігоні, вдалося зняти звинувачення в участі до підготовки терористичного акту на Малій Садовій, і тим самим пом'якшити для Трігоні вирок суду. На суді Михайло визнав свою приналежність до партії «Народна воля», солідарність із програмою Виконавчого комітету та революційну діяльність серед робітників Одеси. Суд виніс йому покарання у вигляді позбавлення всіх прав та 20 років каторжних робіт у копальнях.
|  | «Одного разу привезли мене до Департаменту державної поліції і ввели до начальника штабу корпусу жандармів, генерала Нікіфоракі (прим. - також грецьке прізвище). Він зустрів мене дуже люб'язно, вибачився, що потурбував, запропонував чаю та цигарку, а потім почав: — Я запросив вас для приватної бесіди, і ви, звичайно, можете не відповідати мені. Але я хотів би запропонувати вам кілька запитань... Чи можу? — Чому ж ні? — сказав я, — якщо питання будуть такі, що я знайду можливим відповісти... — Так ось, знав я вашого батька, знаю, що ваша родина — з суспільним становищем і матеріальним статком. Знаю, що ви з університетським дипломом... Мене і нас цікавить, що спонукало вас стати до лав революції? — Мої переконання,— відповів я і вів далі, — є щось вище, ніж дипломи, суспільний стан і матеріальні статки. Це — борг по відношенню до поневоленого народу. Потім я коротко виклав, чому іншого шляху, окрім революційного шляху, немає.Він глибоко зітхнув, і ми розлучилися». |

Після суду був укладений у Трубецькій бастіон, потім в Олексіївський равелін, де пробув понад два роки.
У серпні 1884 року з Петропавлівської перевели в Шліссельбурзьку фортецю, в одиночній камері перебував до лютого 1902 року.
|  | Протягом 18-річного ув'язнення у фортеці головним заняттям Трігоні було читання, переважно з політичних питань, та фізична праця. Він мріяв про вивчення медицини, але звичайно, це було абсолютно неможливо в умовах в'язниці. 20 років ув'язнення розтрощили міцне здоров'я Михайла: останні роки перебування у фортеці він страждав грудною жабою і всяке фізичне напруження йому було заборонено, роботи в майстернях, які раніше так підтримували сили і допомагали долати тюремні дні, йому довелося зовсім залишити. Одні тільки книги, вивчення англійської мови та виконання обов'язків старости та бібліотекаря, в які ми обирали Трігоні, наповнювали його час. Коли я згадую про Трігоні, то завжди як переконаного народника і гарячого прихильника артілі та громади, про які багато було "зламано списів" у суперечках і дебатах, що відбувалися через ґрати... І в наше тюремне життя Трігоні завжди хотів внести елемент комунізму, абсолютно неможливий за умов, у яких ми жили. Вивчення в юні роки творів Фур'є, Сен-Сімона і Кабе зробило його на все життя прихильником ідей цих авторів, і він завжди мріяв про втілення їхніх ідеалів у життя. У літературному матеріалі, який проникав до нас, він ретельно підхоплював будь-який факт із народного життя, який говорив про прагнення до колективізму у формі громадських та артільних засад... |

1902 року був засланий на острів Сахалін. На засланні займався етнографією. Під час російсько-японської війни у липні 1905 року японські війська захопили адміністративний центр Сахаліну — пост Олександрівський і М.М. Трігоні був звільнений від заслання японською військовою адміністрацією. На пароплавах через Японію та Китай повернувся до Російської імперії. Жив у Криму з 1906 року.
Помер 5 липня 1917 року від інсульту. Похований на міському цвинтарі Балаклави (вул. Мармурова, могила збереглася). Під час Другої світової війни могила була зруйнована, пізніше знайдена за збереженним цоколем. Надгробна плита відреставрована 1983 року, на ній написані слова з "гімну народовольців":
|  | Час обновленья настанет, Воли добьётся народ, Добрым нас словом помянет, К нам на могилу придёт... |

### Адреси у Криму
- У 1906—1908 pp. будинок у Бельбецькій долині, поблизу залізничної станції Бельбек (нині Верхньосадова).
- З 1908 року будинок у Балаклаві, де мешкав до своєї смерті (перебував на місці житлового будинку № 11 по вулиці 9 травня, знесений у 1983 році).

## Спогади
- Трігоні М. Н. «Мій арешт у 1881р.» («Билоє», 1906, № 3)